# Пензенський обласний театр ляльок «Ляльковий дім»
Пензенський обласний театр ляльок «Ляльковий дім» (рос. Пензенский областной театр кукол «Кукольный дом») — обласний ляльковий театр у місті Пензі (Росія).

## Загальні дані
Пензенський обласний театр ляльок «Ляльковий дім» міститься у сучасній прилаштованій будівлі в центрі міста за адресою:
вул. Чкалова, буд. 35, м. Пенза-440052 (Росія).
Художній керівник — заслужений діяч мистецтв Росії (2005) Володимир Іванович Бірюков.

## З історії та репертуару театру
Пензенський театр ляльок заснований 1942 року. 
За СРСР заклад мав назву Пензенський ляльковий театр «Орльонок» («Орлятко»). 
Театр тривалий час містився в історичній будівлі по вулиці Московській, 17. 
У теперішній час театрові надано приміщення на вулиці Чкалова, в якому раніше розташовувався Первомайський райком КПРС.
У чинному репертуарі Пензенського лялькового театру зазвичай близько 25 вистав.
Найвідоміші спектаклі пензенських лялькарів (відмічені нагородами різноманітних театральних фестивалів):
- «Русальская сказка» (В.І. Бірюков) — Гран-Прі Міжнародного фестивалю в м. Бекешчаба (Угорщина), 1999;
- «Зимняя сказка» (В.І. Бірюков) — лауреат Російської театральної премії «Золота Маска» в номінації «Найкращий художник» (2003); лауреат 1-ї премії Міжнародного фестивалю в м. Тору (Польща), 2002;
- «Забытая сказка» (В.І. Бірюков) — дипломант Російської театральної премії «Золота Маска» (2005); лауреат XVI Міжнародного фестивалю театрів ляльок (Сербія) в номінаціях «Найкращий режисер» і «Найкращий акторський ансамбль» (2009);
- «Жили — Были..» (В.І. Бірюков) — лауреат IV Міжнародного фестивалю театрів ляльок «Петрушка Великий» (м. Єкатеринбург, Росія) в номінації «Найкраща робота художника».

У 1990—2000-х роках Пензенський обласний театр ляльок «Ляльковий дім» узяв участь у численних загальноросійських та міжнародних фестивалях.
Творчий колектив театру практикує також виїзні вистави — у дитячих садках і школах Пензи та області.

## Джерело-посилання
- Пензенський обласний театр ляльок «Ляльковий дім» на Вебсторінка Міністерства культури і архіву Пензенської області (рос.)